# تایلر بروک
تایلر بروک (انگلیسی: Tyler Brooke؛ ‏ ۶ ژوئن ۱۸۸۶ – ۲ مارس ۱۹۴۳) کارمند سابق بانک، وکیل پیشین و بازیگر اهل ایالات متحده آمریکا بود.
از فیلم‌هایی که وی در آن نقش داشته است، می‌توان به گروه موسیقی وارد می‌شود، دل‌های منجمد، آقای باگز محترم، خبر مهم و جالب، زن مطلقه، گروه رگتایم الکساندر، همسران خیانتکار، مجنون چون روباه، و ناگهان عمه آمد، باباهای سرگردان، مادام میستری و جادوگر شهر آز اشاره کرد.